# Fingeravtryck

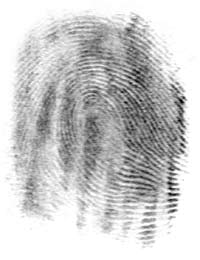
Fingeravtryck

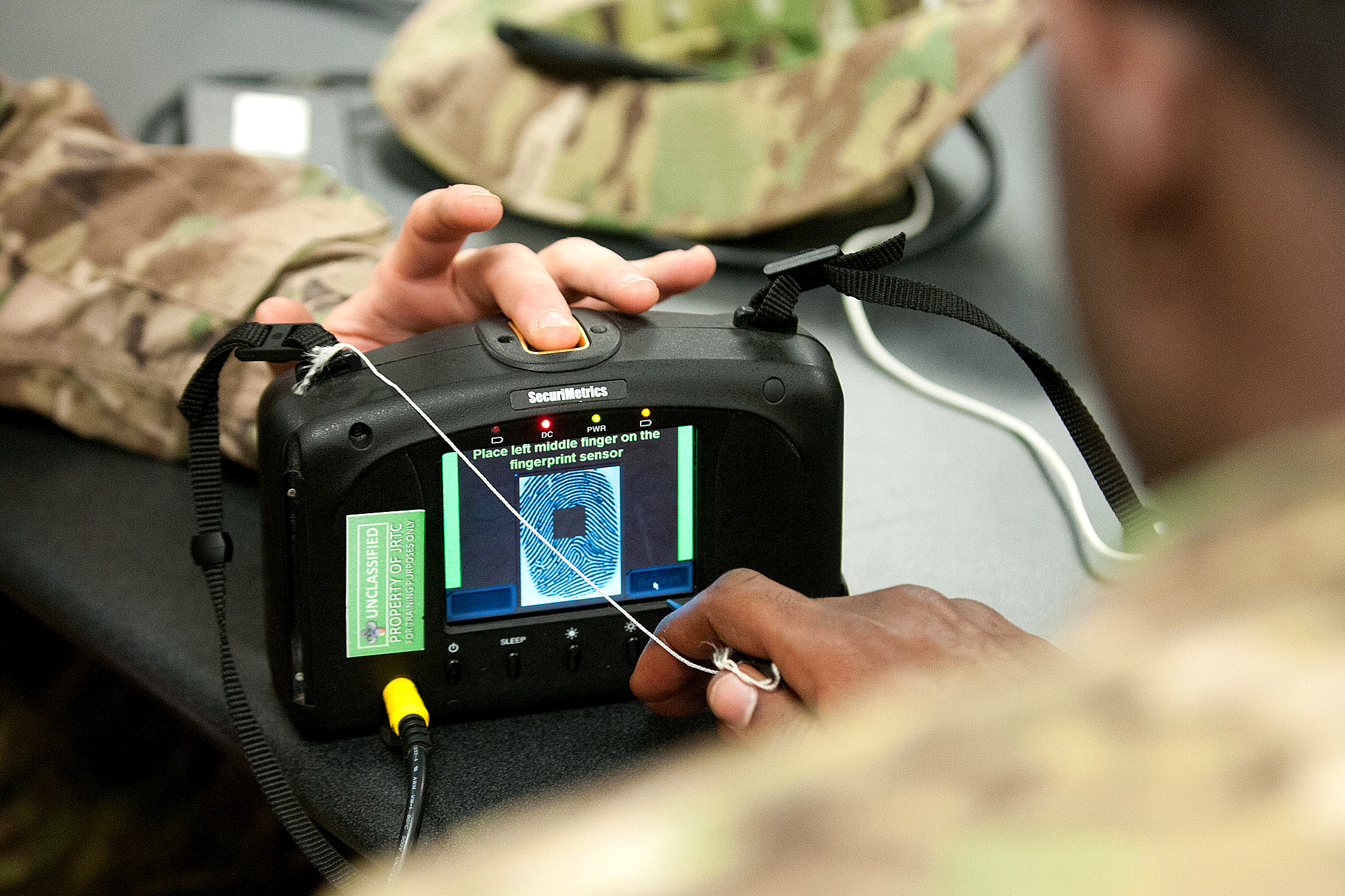
Skanning av fingeravtryck, 2012

Fingeravtryck är det individuella, unika mönster som bildas av små åsar på handens insida och fingrar hos människor. Liknande mönster finns även på fotsulan och tårna. De så kallade papillarlinjerna är ordnade i mönster som inte förändras, och som är karakteristiska för varje människa så att inte ens enäggstvillingar har likadana avtryck. Fingeravtryck uppstår på grund av bland annat fettpartiklar som skyddar huden och lämnar på vissa ytor fläckar som är synliga med blotta ögat. Vid kriminaltekniska undersökningar används fingeravtryck för att identifiera personer med stor säkerhet. Även inom den fysiska antropologin spelar daktyloskopin en roll. Den används i vissa länder vid faderskapsundersökningar, dock inte i Sverige.

## Daktyloskopi
Daktyloskopi (av grekiska da'ktylos 'finger' och efterleden -skopi'a "-betraktande") är läran om fingeravtryck. Forskningen kring fingeravtrycket startades i slutet av 1870-talet då den skotske missionsläkaren och amatörarkeologen Henry Faulds, som vid den tiden var stationerad i Tokyo, under en utflykt besökte en bekant som arbetade som arkeolog vid en utgrävning i Yedoviken. Faulds beskriver i tidskriften Nature i oktober 1880 sin upptäckt så här ”Jag inspekterade förra året några fynd av förhistoriska lerskärvor i Japan och lade märke till att en del fingeravtryck måste ha tillkommit medan leran ännu var mjuk”
En daktylog kan bland annat utföra jämförelser mellan fingeravtryck upptagna från känd person, ett s.k daktylogram och fragmentariska fingeravtryck/spår upptagna av polis från brottsplats.

## Användningsområden
Henry Fauld hade i en avhandling 1880 bevisat att fingeravtryck inte förändras med åren hos en människa. Metoden hade 1892 utvecklats vidare av brittiska antropologen Francis Galton. Han kom på ett sätt att se skillnad på olika fingeravtryck. 1893 fälls första brottslingen med den nya tekniken. Francisca Rojas döms skyldig till mord efter att hennes fingeravtryck hittas på mordplatsen.
Då mönstret är individuellt, började polisen använda det som ett led i den tekniska utredningen vid misstanke om brott. I mars 1906 startade den svenska polisen sitt fingeravtrycksregister vid signalementskontoret på Stockholms detektivavdelning. Den förste som identifierades med hjälp av fingeravtryck var Frans Oskar Roos, en brottsling som varit bland de första att få sina fingeravtryck tagna och registrerade. Idag omfattar registret på nationella fingeravtrycksroteln cirka 200 000 personer. Den 16 augusti 1912 fastställde Högsta domstolen en dom där fingeravtryck utgjorde en del av bevisningen. 1924 kom den första domen där fingeravtrycken utgjorde det enda beviset. I början av 1950-talet kom den svenska ninhydrin-metoden som med hjälp av en kemisk reaktion framkallade fingeravtryck. Med stöd av fingeravtrycksdatabaser med information om tidigare misstänkta och dömda samt internationell samverkan spelar fingeravtrycket en viktig roll i såväl nationellt som internationellt polisiärt arbete.